# Nicholas Brown (Politiker)
Nicholas Brown III (* 2. Oktober 1792 in Providence, Rhode Island; † 2. März 1859 in Troy, New York) war ein US-amerikanischer Politiker. In den Jahren 1856 und 1857 war er Vizegouverneur des Bundesstaates Rhode Island.

## Leben
Nicholas Browns gleichnamiger Vater Nicholas Brown Jr. (1769–1841) war der Namensgeber der Brown University in Providence. Sein Großvater Nicholas Brown Sr. (1729–1791) war einer der Gründer dieser Universität. Im Jahr 1811 absolvierte Nicholas Brown III diese Bildungsanstalt, um anschließend in die Politik zu gehen. Es ist nicht überliefert, welche Aufgaben er zwischen 1811 und 1845 wahrnahm. Allerdings wird erwähnt, dass er bei den Präsidentschaftswahlen des Jahres 1840 einer von vier Wahlmännern aus Rhode Island war. Zwischen 1845 und 1853 fungierte er als amerikanischer Konsul in Italien. Anfang der 1850er Jahre schloss er sich der damals entstandenen Republikanischen Partei an. Im Juni 1856 nahm er als Delegierter an der ersten Republican National Convention in Philadelphia teil, auf der John C. Frémont als Präsidentschaftskandidat nominiert wurde.
1856 wurde Brown an der Seite von William W. Hoppin zum Vizegouverneur von Rhode Island gewählt. Dieses Amt bekleidete er zwischen 1856 und 1857. Dabei war er Stellvertreter des Gouverneurs und Vorsitzender des Staatssenats. Nach seiner Zeit als Vizegouverneur ist er politisch nicht mehr in Erscheinung getreten.  Er starb am 2. März 1859 in Troy und wurde in Providence beigesetzt. Er war zwei Mal verheiratet und hatte vier Kinder aus seiner zweiten Ehe mit Caroline Mathilde Clements.